# Дірк Фок
Дірк Фок (нід. Dirk Fock; 2 лютого 1858 — 17 жовтня 1941) — нідерландський політик, міністр колоній, губернатор Суринаму, п'ятдесят шостий генерал-губернатор Голландської Ост-Індії.

## Біографія

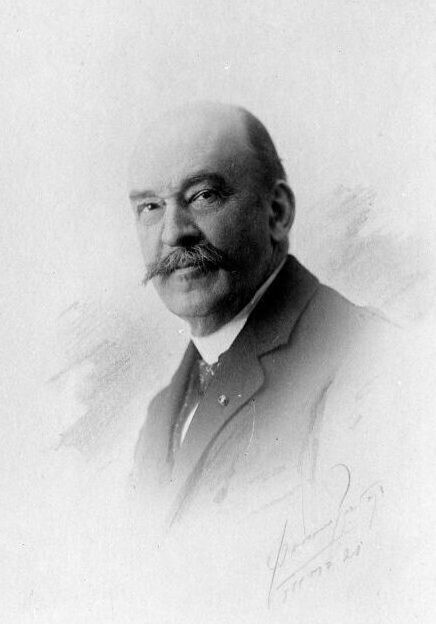
Фотографія Дірка Фока. Колекція Музею тропіків

Дірк Фок вивчав право в Лейденському університеті. В 1880 році отримав докторський ступінь. В 1901 році він став депутатом нижньої палати від Роттердаму. Був міністром колоній в кабінеті де Местера. Підтримував етнічну політику свого попередника Іденбурга. З 1908 по 1911 рік був губернатором Суринаму.
В 1917 році він став спікером Палати представників. З 1921 по 1926 рік був генерал-губернатором Голландської Ост-Індії. До глибокої старості він залишався політично активним членом Сенату і головою Ліберально-Державної партії "De Vrijheidsbond".